# Wervelstraat van Von Karman

Wervelstraat van Von Kármán

Wervelstraat van Von Kármán is een regelmatig en stabiel patroon van wervels dat in de stroming achter een voorwerp optreedt. Hiervoor dient het getal van Reynolds rond de 200 (150-250) te liggen.
Indien het getal van Reynolds lager is treedt een symmetrische verder zetting van de stroming op. Bij een hogere treedt een onregelmatige werveling op.
Het fenomeen is genoemd naar Theodore von Kármán (1881-1963) die er onderzoek naar deed.

## Praktische toepassing

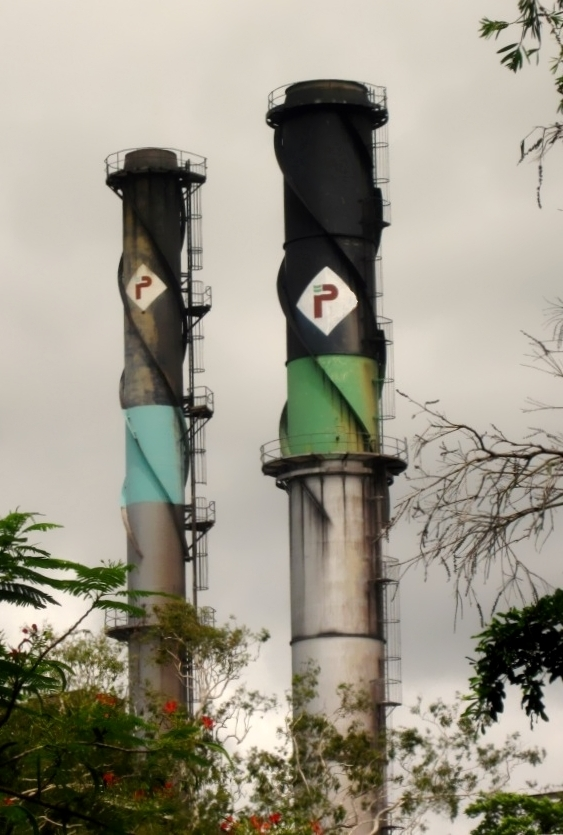
langsvinnen bij een schoorsteen

Bij weinig turbulentie kunnen hoge gebouwen een Kármán-wervelstraat produceren, zolang de structuur maar uniform is over de hoogte. In stedelijke gebieden waar veel andere hoge constructies in de buurt zijn, verhindert de turbulentie die hierdoor wordt veroorzaakt de vorming van coherente wervels. Periodieke zijwindkrachten die door wervelingen langs de zijkanten van het object worden veroorzaakt, kunnen zeer ongewenst zijn, vanwege de veroorzaakte wervel-geïnduceerde trillingen, die de contructie kunnen beschadigen. Het is daarom belangrijk  om rekening te houden met de mogelijke effecten van wervel-afscheiding bij het ontwerpen van een zeer verschillende constructies, van onderzeese periscopen tot industriële schoorstenen en wolkenkrabbers. Om ongewenste trillingen van dergelijke cilindrische lichamen te voorkomen, kan aan de stroomafwaartse zijde een langsvin worden aangebracht die, mits langer dan de diameter van de cilinder, de wervelingen verhindert en daardoor vast blijft zitten. Het is duidelijk dat voor een hoog gebouw of mast de relatieve wind uit elke richting kan komen. Om deze reden worden soms spiraalvormige uitsteeksels die op grote schroefdraad lijken (een helix), aan de bovenkant geplaatst, die effectief een asymmetrische driedimensionale stroming creëren, waardoor het afwisselend afstoten van wervels wordt ontmoedigd; dit wordt ook gevonden in sommige autoantennes. Een andere tegenmaatregel bij hoge gebouwen is het gebruik van variatie in de diameter met hoogte, zoals taps toelopen - dat voorkomt dat het hele gebouw met dezelfde frequentie wordt gereden.
Bij veel bruggen wordt er daarom ook een helix rondom ronde delen gemaakt, bijvoorbeeld bij de nieuwe Schellingwouderbrug uit 2012.  Bij de Erasmusbrug trad dit probleem ook op bij de tuien; het loslaten van de wervels had dezelfde frequentie als de eigenfrequentie van de tui, waardoor resonantie optrad. Dit is hier opgelost door het aanbrengen van dempers. Het falen van de Tacoma Narrows brug in de Verenigde Staten is ook lang toegeschreven aan een wervelstraat, maar onderzoek heeft aangetoond dat dit niet het geval is.